# Olympiastützpunkt Chemnitz/Dresden
Der Olympiastützpunkt Chemnitz/Dresden war seit 1992 eine sportartübergreifende Betreuungs- und Serviceeinrichtung des Spitzensports für Bundeskaderathleten sowie deren Trainern.

## Geschichte
Im Jahre 1992 wurde der OSP in der Trägerschaft des Olympiastützpunkt Chemnitz/Dresden e. V. gegründet. Der OSP war einer von 18 deutschen Olympiastützpunkten. Am 28. November 2018 wurde im Zuge der Leistungssportstrukturreform die Fusion der sächsischen OSP's zum OSP Sachsen beschlossen.

## Gliederung und Struktur

### Zentrale
Die Geschäftsstelle des Olympiastützpunktes Chemnitz/Dresden e. V. befand sich in der Reichenhainer Straße 154 in 09125 Chemnitz.

### Standorte und Sportarten
Als Flächen-OSP betreute er die Standorte Altenberg, Chemnitz, Dresden, Klingenthal und Oberwiesenthal und damit 20 BSP und Schwerpunktsportarten (Leichtathletik / Turnen männlich / Turnen weiblich / Gewichtheben / Wasserspringen / Rudern / Mountainbike / Volleyball weiblich / Eiskunstlauf / Eisschnelllauf / Short Track / Skilanglauf / Nordische Kombination / Biathlon / Rennrodeln / Bob / Skeleton / Skispringen / Basketball weiblich / Radsport Bahn / Wasserball weiblich).

### Aufgaben
Ein Olympiastützpunkt versteht sich und fungiert als Schnittstelle und Serviceeinrichtung des deutschen Spitzensports. Im Mittelpunkt aller Bemühungen stehen dabei immer die zu betreuenden Athleten und die Bereitstellung der für sie optimalen Rahmenbedingungen. 
Ziel und damit zugleich Aufgabe war es, die Athleten im Verbund mit ihren Trainern und dem gesamten deutschen Stützpunktsystem sowie den Spitzen- und Landesfachverbänden verantwortungsvoll und trainingsmethodisch bestmöglich auf die Wettkampfhöhepunkte (z. B. Weltmeisterschaften oder Olympische Spiele) vorzubereiten. Für dieses Ziel standen den Olympiastützpunkten verschiedene Betreuungsinstrumente zur Verfügung. Angefangen bei der Trainingswissenschaft, über die physiotherapeutische und sportpsychologische sowie medizinische Betreuung bis hin zur Laufbahnberatung und dem individuellen Umfeldmanagement für die Sportler.

### Eliteschulen des Sports
Die folgenden Eliteschule des Sports waren an den Olympiastützpunkt angebunden: Sportgymnasium und Sportoberschule Chemnitz, Sportgymnasium und Sportoberschule Dresden, Julius-Mosen-Gymnasium Oelsnitz Außenstelle Klingenthal und Seminarschule Auerbach, Landkreis-Gymnasium St.Annen Außenstelle Oberwiesenthal und Sportoberschule Jöhstadt Außenstelle Oberwiesenthal und „Glückauf“-Gymnasium Dippoldiswalde Außenstelle Altenberg und die Oberschule Geising Außenstelle Altenberg. An jedem Standort befand sich ein Internat für die Athletinnen und Athleten.

## Erfolge
Seit 1992 konnten Athletinnen und Athleten des OSP Chemnitz/Dresden bei Olympischen Spielen 30 Goldmedaillen, 36 Silbermedaillen und 35 Bronzemedaillen gewinnen.